# إدوارد رودريك ديفيز
إدوارد رودريك ديفيز (بالإنجليزية: Edward Roderick Davies)‏ هو سياسي بريطاني وأمريكي، ولد في 2 يونيو 1915 في المملكة المتحدة، وتوفي في 8 سبتمبر 1992 بستيوارت في الولايات المتحدة.